# Polymixis flavicinctamajor
Polymixis flavicinctamajor är en fjärilsart som beskrevs av Eugen Johann Christoph Esper 1790. Polymixis flavicinctamajor ingår i släktet Polymixis och familjen nattflyn. Inga underarter finns listade i Catalogue of Life.